# راي هارفي
راي هارفي (بالإنجليزية: Ray Harvey)‏ هو لاعب كرة قدم أسترالية أسترالي، ولد في 28 يوليو 1929، وتوفي في 17 سبتمبر 2003.

## وصلات خارجية
- راي هارفي على موقع AustralianFootball.com (الإنجليزية)
- راي هارفي على موقع AFLtables.com (الإنجليزية)